# Форт Уотога
Форт Уотога (англ. Fort Watauga), так же известный как Форт Кэсвелл (англ. Fort Caswell) — деревянный форт, который  был построен в 1776 году около Сикаморских порогов на реке Уотога около современного городка Элизабеттон на востоке штата Теннесси. Его начали строить в 1775 году на территории полунезависимой Уотогской республики, когда возникла угроза нападения индейцев чероки. Первоначально фот был назван Форт Кэсвелл в честь первого губернатора Северной Каролины, Ричарда Кэсвелла.
Форт помог жителям республики Уотога выдержать нападение индейцев в июле 1776 года.
В 1970-х годах, когда отмечалось 200-летие независимости США, правительство штата Теннесси отдало распоряжение о реконструкции форта. Он был восстановлен на основании археологических исследований и описаний в исторических документах. Сейчас форт является частью Исторического парка Сикамор-Шоалс.

### Статьи
- Hal T. Spoden and Muriel C. Spoden. Sycamore Shoals State Historic Area (англ.) // Tennessee Historical Quarterly. — Tennessee Historical Society, 1977. — Vol. 36, iss. 1. — P. 3-18.